# Tatamkhulu Afrika
Tatamkhulu Afrika (Sallum, 7 de dezembro de 1920 – África Austral, 23 de dezembro de 2002), cujo nome era Mogamed Fu'ad Nasif, foi um poeta e escritor sul-africano.

## Vida
Tatamkhulu Afrika nasceu no Egipto e foi para a África do Sul muito jovem, tendo ficado órfão pouco depois quando o seu pai e a sua mãe morreram de gripe. Adoptado por uma família Afrikaans "branca", cresceu com o nome de John Carlton no "District 6" da Cidade do Cabo, no seio de uma comunidade mista racialmente. Com a classificação do bairro como "branco" pelo regime do apartheid, a comunidade foi destruída e Tatamkhulu, que podia ter optado por ficar classificado como "branco" por ser filho de pai árabe e mãe turca, resolveu ser coerente com as suas origens muçulmanas.
Em 1984, aderiu ao ANC (African National Congress, "Congresso Nacional Africano"), que liderou a luta contra o apartheid e, em 1987, foi acusado de terrorismo e preso, tendo ficado banido de escrever e falar em público por cinco anos. Passou a escrever sob o pseudónimo de Tatamkhulu Afrika, que significa em Xhosa "Grandfather Africa", e pelo qual ficou conhecido.
Tatamkhulu Afrika morreu pouco depois de ter completado o seu 82º aniversário, devido às lesões provocadas por um atropelamento de que tinha sido vítima dias semanas antes, após a publicação do seu último romance, Bitter Eden. Deixou algumas obras por publicar, incluindo a sua autobiografia, dois romances, quatro contos, duas peças de teatro e poesia.

## Obra
O seu primeiro romance, Broken Earth, foi publicado logo quando tinha dezassete anos (com o seu nome "metodista") mas só após cinquenta anos seria publicada a sua próxima obra, Nine Lives, uma colectânea de poesia. Ganhou inúmeros prémios literários e foi traduzido, em 1996, para francês. A sua autobiografia, Mr Chameleon, foi publicada em 2005.

### Poesia
- Nine Lives (Carrefour/Hippogriff, 1991)
- Dark Rider (Snailpress/Mayibuye 1993)
- Maqabane (Mayibuye Books, 1994)
- Flesh and the Flame (Silk Road, 1995)
- The Lemon Tree (Snailpress, 1995)
- Turning Points (Mayibuye, 1996)
- The Angel and Other Poems (Carapace, 1999)
- Mad Old Man Under the Morning Star (Snailpress, 2000)
- Au Ceux (French translations) (Editions Creathis l'ecole des filles, 2000)
- Nothing's Changed (2002)
- The Beggar

### Romance
- Broken Earth (1940)
- The Innocents (1994)
- Tightrope (1996)
- Bitter Eden (2002)
- Mr Chameleon: An Authobiography (2005)